# Flower Mound
Flower Mound ist eine Stadt im Denton County und Tarrant County im US-Bundesstaat Texas in den Vereinigten Staaten. Das U.S. Census Bureau hat bei der Volkszählung 2020 eine Einwohnerzahl von 75.956 ermittelt.

## Geografie
Die Stadt liegt im Süden des Denton County und reicht bis in das Tarrant County. Sie befindet sich nahe dem Dallas-Fort Worth International Airport im Nordwesten von Texas, ist im Norden etwa 70 Kilometer von Oklahoma entfernt und hat eine Gesamtfläche von 112,3 km².

## Demografische Daten
Nach der Volkszählung im Jahr 2000 lebten hier 50.702 Menschen in 16.179 Haushalten und 14.269 Familien. Die Bevölkerungsdichte betrug 479,0 Einwohner pro km². Ethnisch betrachtet setzte sich die Bevölkerung zusammen aus 90,24 % weißer Bevölkerung, 2,92 % Afroamerikanern, 0,35 % amerikanischen Ureinwohnern, 3,05 % Asiaten, 0,05 % Bewohnern aus dem pazifischen Inselraum und 1,77 % aus anderen ethnischen Gruppen. Etwa 1,61 % waren gemischter Abstammung und 5,63 % der Bevölkerung waren spanischer oder lateinamerikanischer Abstammung.
Von den 16.179 Haushalten hatten 56,8 % Kinder unter 18 Jahre, die im Haushalt lebten. 80,6 % davon waren verheiratete, zusammenlebende Paare. 5,4 % waren allein erziehende Mütter und 11,8 % waren keine Familien. 9,1 % aller Haushalte waren Singlehaushalte und in 1,1 % lebten Menschen, die 65 Jahre oder älter waren. Die Durchschnittshaushaltsgröße betrug 3,12 und die durchschnittliche Größe einer Familie belief sich auf 3,34 Personen.
34,8 % der Bevölkerung waren unter 18 Jahre alt, 4,2 % von 18 bis 24, 39,5 % von 25 bis 44, 18,8 % von 45 bis 64, und 2,7 % die 65 Jahre oder älter waren. Das Durchschnittsalter war 33 Jahre. Auf 100 weibliche Personen aller Altersgruppen kamen 99,2 männliche Personen. Auf 100 Frauen im Alter von 18 Jahren und darüber kamen 95,9 Männer.
Das jährliche Durchschnittseinkommen eines Haushalts betrug 95.416 USD, das Durchschnittseinkommen einer Familie 98.055 USD. Männer hatten ein Durchschnittseinkommen von 69.467 USD gegenüber den Frauen mit 41.317 USD. Das Prokopfeinkommen betrug 34.699 USD. 2,5 % der Bevölkerung und 2,2 % der Familien lebten unterhalb der Armutsgrenze. Davon waren 2,7 % Kinder und Jugendliche unter 18 Jahren und 1,8 % waren 65 oder älter.

## Söhne und Töchter der Stadt
- Jason Hart (* 1976), Autorennfahrer
- Maceo Plex (* 1978), Techno/House-Produzent und DJ
- Chris Brown (* 1991), Eishockeyspieler
- Brandon Jefferson (* 1991), Basketballspieler
- Marcus Smart (* 1994), Basketballspieler
- Brighton Sharbino (* 2002), Schauspielerin